# Crytek UK
Crytek UK (anciennement Free Radical Design) était une entreprise anglaise de développement de jeu vidéo basée à Nottingham. Le studio a été fondé en avril 1999 par David Doak, Steve Ellis, Karl Hilton et Graeme Norgate, tous d'anciens membres de Rare ayant notamment travaillé sur GoldenEye 007 et Perfect Dark. Il est principalement connu pour la série TimeSplitters.
En 2014, Deep Silver rachète le studio et le renomme Dambuster Studios.

## Historique
Le 19 décembre 2008, le studio est mis en redressement judiciaire et a cessé toute activité le 24 décembre. Près de 70 % du personnel quitta Free Radical. Le projet du jeu Star Wars: Battlefront 3 fut transféré au studio Rebellion Software, puis a été annulé peu après. Cependant, le 4 février 2009, le studio Crytek racheta le studio et ses droits, sauvant ainsi les quarante personnes restantes et le jeu TimeSplitters 4. La compagnie fut renommée Crytek UK, pour signaler son appartenance au groupe allemand Crytek. Néanmoins Crytek a affirmé que Crytek UK resterait une branche relativement libre dans ses choix de production.
Pendant l'année 2010, Crytek UK déménage de Sandiacre vers de nouveaux studios de développement situés à Nottingham, dans le quartier de Southreef. Un investissement de 50 millions de livres a permis à Crytek UK de s'agrandir.
Le premier travail du studio sous le nom de Crytek UK a été le développement du volet multijoueur de Crysis 2.
En juin 2014, durant le développement de Homefront: The Revolution, Crytek connut des problèmes financiers importants et dut licencier du personnel dans les différents studios, à commencer par celui de Crytek UK.
Le 30 juillet 2014, Crytek vend la licence de Homefront à Koch Media par l'intermédiaire de Deep Silver, qui emploie toute l'équipe de Crytek UK et renomme le studio en Dambuster Studios.
Le 15 août 2018, THQ Nordic, devenu propriétaire de Koch Media en février de la même année, annonce avoir racheté les licences TimeSplitters et Second Sight.

### Jeux développés
En tant que Free Radical Design :
- TimeSplitters (2000) - PlayStation 2
- TimeSplitters 2 (2002) - GameCube, PlayStation 2, Xbox
- Second Sight (2004) - GameCube, PlayStation 2, Windows, Xbox
- TimeSplitters: Future Perfect (2005) - GameCube, PlayStation 2, Xbox
- Haze (2008) - PlayStation 3

En tant que Crytek UK :
- Crysis 2 (2011) - PlayStation 3, Xbox 360, PC - Partie multijoueur[2]
- Crysis 3 (2013) - PlayStation 3, Xbox 360, PC
- Warface (2013) - PC, Xbox 360
- Ryse: Son of Rome (2013) - PC, Xbox One